# Живојин Миловановић Жика
Живојин Миловановић (Крушевац, 23. јануар 1884 — Велика Хоча, 25. мај 1905) је био пешадијски потпоручник и четник у Старој Србији за време борби за Македонију почетком 20. века.

## Биографија
Завршио је шест разреда гимназије у Крушевцу, а потом 33. класу Војне академије у Београду 1903. године. Прешао је 1905. године са комитском четом у Стару Србију. Учествовао је и у познатој борби на Челопеку (у априлу 1905). Заједно са Лазаром Кујунџићем и Саватијем Милошевићем кренуо је за Пореч преко Косова и Подгора за Пореч како би заобишао турске потере у кумановском крају. Живојин Миловановић је као официр требало да оформи горски штаб Западног Повардарја. Чета Кујунџића и Милошевића је код села Велика Хоча 25. маја издата од стране Албанца који ју је примио на бесу и била приморана да прими борбу са турском војском и околним Албанцима. Чета је након огорчене борбе изгинула до последњег човека.